# الدوزي
دوزي (عبد الحفيظ الدوزي) هو مغني مغربي من مواليد 30 أبريل 1985 في حي كولوج بمدينة وجدة.

## ألبوماته

### ألبوم «ماني زعفان»
- ماني زعفان
- الولف صعيب
- حسدونا
- نتي اللي بيت
- عيني
- متبكيش يا لميمة
- ديني معاك

### ألبوم «سلطانة»
- لالة سلطانة
- مازال شاكة فيا
- عشقك واعر
- تبكي ولا تشكي
- حبيب القلب
- يا اللي ناسيني
- حبي ليك

### ألبوم «%100 دوزي»
- غيابك طال
- مريامة
- نساني
- لك قلبي
- باغية تجنني
- آيلي آيلي
- شاغلة بالي
- واش اللي صار
- باي باي
- حبيبي

### ألبوم «حياتي»
- فهميني
- لاتكوليش نساني
- ديك الدار العالية
- باي باي سي فيني
- دوني لبلادي
- كلام الناس
- أنا مغرابي
- شوف شوف
- مدرناش فيك العيب
- قلبي قلبي
- حبيب الروح
- مازال مازال
- الموجة
- أول حب
- مينة
- آمر

## Greatest Hits
- مينة
- يالي ناسيني (Remix)
- حسدوا ولا غيروا
- ديك الدار لعالية (Remix)
- كلام الناس (Remix)
- شوف شوف (Remix)
- لعيون عينيا (Remix)
- نتا قدامي وانا موراك (Remix)
- دوني لبلادي (Remix)
- حبيب الروح
- مريامة (Remix)
- هز يديك الفوق (ديو رفقة المغني الأمريكي جيسون ديرولو لتشجيع المنتخب المغربي في كأس العالم)
- باختصار
- خليك معايا

## روابط خارجية
- الدوزي على موقع ميوزك برينز (الإنجليزية)
- الدوزي على موقع ديسكوغز (الإنجليزية)